# TV Großwallstadt
TV Großwallstadt (pełna nazwa: Turnverein Großwallstadt 1888 e.V) – niemiecki klub piłki ręcznej mężczyzn z siedzibą w Großwallstadt. Został założony w 1888 roku. Klub występuje w rozgrywkach Bundesligi.

## Osiągnięcia
Mistrzostwa Niemiec
- (1978, 1979, 1980, 1981, 1984, 1990)

Liga Mistrzów
- (1979, 1980)

Puchar EHF
- (1984)
- (2011)

Puchar Niemiec
- (1980, 1984, 1987, 1989)

Superpuchar Niemiec
- (1980)